# Rattus annandalei
Rattus annandalei é uma espécie de rato da família Muridae. Pode ser encontrada na península malaia, Singapura, leste de Sumatra, Padang e Rupat.